# Lijst van burgemeesters van Retranchement
Dit is een lijst van burgemeesters van de voormalige Nederlandse gemeente Retranchement tot die gemeente in 1970 opging in de gemeente Sluis.
| Ambtsperiode | Naam burgemeester              | Leefde    | Partij of stroming | Bijzonderheden                                                                                    |
| ------------ | ------------------------------ | --------- | ------------------ | ------------------------------------------------------------------------------------------------- |
| 1796 - 1797  | Joos du Bois                   | 1746-1802 |                    | agent municipal                                                                                   |
| 1797 - 1802  | Levinus Basting                | 1747-1821 |                    | agent municipal, daarna maire                                                                     |
| 1802 - 1817  | Pieter van der Ginst           | 1751-1821 |                    | achtereenvolgens maire, president en provisioneel schout                                          |
| 1817 - 1840  | Jozias Basting                 | 1778-1841 |                    | schout, daarna burgemeester; zoon van Levinus Basting                                             |
| 1840 - 1853  | Isaac Risseeuw Jz              | 1793-1884 |                    | burgemeester                                                                                      |
| 1853 - 1856  | Mattheus Scheele               | 1792-1870 |                    | tevens burgemeester van Cadzand (1843?-1856)                                                      |
| 1856 - 1870  | Hubrecht Simon de Smidt        | 1819-1870 |                    | tevens burgemeester van Cadzand en Zuidzande (beide 1856-1870)                                    |
| 1870 - 1906  | Isaac Risseeuw Jz              | 1822-1907 |                    |                                                                                                   |
| 1906 - 1932  | Willem Jacobus Almekinders     | 1857-1932 |                    |                                                                                                   |
| 1932 - 1946  | Abraham Izaak Leenhouts        | 1877-1966 |                    | zoon van Izaak Leenhouts, burgemeester van Zuidzande; oom van zijn opvolger                       |
| 1946 - 1970  | Jacobus Abraham (Ko) Leenhouts | 1911-1981 |                    | tevens burgemeester van Cadzand (1946-1970) en waarnemend burgemeester van Nieuwvliet (1967-1970) |